# Parafia św. Jana Apostoła w Raciszynie
Parafia św. Jana Apostoła w Raciszynie – parafia rzymskokatolicka, znajdująca się w archidiecezji częstochowskiej, w dekanacie Działoszyn.